# Генетично модифікована їжа в Європейському Союзі

Логотип Європейського агентства з безпечности харчових продуктів

Генна інженерія в Європейському Союзі має різний ступінь регулювання.

## Регулювання

### Історія
До 1990-х років регулювання в Європі було менш суворим, ніж у Сполучених Штатах. Одним з переломних моментів був експорт першого врожаю сої, що містила ГМО, у Сполучених Штатах у 1996 році. На той час ГМ-соя становила ~2 % від загального врожаю, і Eurocommerce та європейські роздрібні торговці харчовини вимагали її відокремлення. Попри те, що Європейська комісія (ЄК) врешті-решт поступилася, це викликало занепокоєння американців, що в Європі незабаром буде запроваджено більш жорстке регуляторне середовище — оскільки сою продавали як «оброблені продукти», а не як «насіння». Адміністрацію Клінтона закликали гармонізувати стандарти під час майбутнього другого терміну, щоб гарантувати відкритий європейський ринок. У 1998 році використання MON 810, Bt, що експресує кукурудзу, стійку до європейської кукурудзяної молі, було схвалено для комерційного вирощування в Європі. Невдовзі після цього ЄС запровадив де-факто мораторій на нові схвалення ГМО до прийняття нових регуляторних законів у 2003 році.
Ці нові закони забезпечили ЄС, можливо, найсуворішими правилами стосовно ГМО у світі. Європейське агентство з безпечности харчових продуктів (EFSA) було створено у 2002 році з основною метою запобігання майбутнім харчовим європейським кризам. Усі ГМО разом із опроміненою їжею стали вважатися «новою їжею» та підлягали детальній, науково обґрунтованій оцінці EFSA в кожному конкретному випадку. Критерії авторизації ділилися на чотири великі категорії: «безпека», «свобода вибору», «маркування» та «простежуваність». EFSA звітувала перед Європейською комісією (ЄК), яка потім складала пропозицію про надання або відмову в дозволі. Ця пропозиція подається на розгляд Секції з ГМ-харчових продуктів та -кормів Постійного комітету з питань харчового ланцюга та здоров'я тварин; якщо її приймають — ЄК її затверджує або передає до Ради міністрів сільського господарства. У Раді є три місяці, щоб досягти кваліфікованої більшости «за» або «проти» пропозиції; якщо більшості не досягнуто, пропозиція повертається до ЄК, яка потім приймає пропозицію. Однак, навіть після отримання дозволу, окремі держави-члени ЄС можуть заборонити окремі сорти відповідно до «застереження», якщо є «обґрунтовані причини», що сорт може завдати шкоди людям або навколишньому середовищу. Тоді держава-член повинна надати достатні докази, що це так. Комісія зобов'язана розслідувати ці випадки та або скасувати первинну реєстрацію, або вимагати від країни скасування тимчасового обмеження. Закони ЄС також вимагали, щоб країни-члени встановили правила співіснування. Національні правила співіснування передбачають мінімальну відстань між полями ГМ-культур і не-ГМ-культур. Відстань між ГМ-кукурудзою та не-ГМ-кукурудзою для шести найбільших біотехнологічних держав становить: Франція — 50 метрів, Великобританія — 110 метрів для зернової кукурудзи та 80 для силосної кукурудзи, Нідерланди — 25 метрів загалом і 250 для органічної або не-ГМ-кукурудзи, Швеція — 15—50 метрів, Фінляндія — дані відсутні, Німеччина — 150 метрів та 300 для органічних полів. Більші вимоги щодо мінімальної відстані дискримінують впровадження ГМ-культур меншими господарствами.
У 2006 році Світова організація торгівлі дійшла висновку, що мораторій ЄС, який діяв з 1999 по 2004 рік, порушив правила міжнародної торгівлі. Мораторій не торкнувся раніше затверджених посівів. Єдиною культурою, дозволеною для вирощування до мораторію, був Monsanto MON 810. Наступним схваленням для вирощування була картопля амфлора для промислового застосування у 2010 році, яку того року вирощували в Німеччині, Швеції та Чехії.
Повільні темпи схвалення критикували як загрозу безпеці харчових продуктів у Європі, хоча станом на 2012 рік ЄС дозволив використання 48 генетично модифікованих організмів. Більшість з них були призначені для використання в кормах для тварин (у 2012 році повідомлялося, що ЄС імпортує близько 30 мільйонів тонн ГМ-культур на рік для споживання тваринами), їжі або харчових добавок. З них 26 сортів кукурудзи. У липні 2012 року ЄС дав дозвіл на пробне вирощування в Ірландії картоплі, стійкої до хвороби, яка спричинила Великий голод в Ірландії.
Згадане вище захисне застереження застосовувалося багатьма державами-членами за різних обставин, і у квітні 2011 року діяли 22 активні заборони в шести державах-членах: Австрії, Франції, Німеччини, Люксембургу, Греції та Угорщини. Однак після перевірки багато з них були визнані науково необґрунтованими.
- У січні 2005 року уряд Угорщини оголосив про заборону імпорту та посіву генетично модифікованого насіння кукурудзи, що згодом було дозволено ЄС.
- У лютому 2008 року уряд Франції використав захисне положення, щоб заборонити вирощування MON810 після того, як сенатор Жан-Франсуа Ле Ґранд, голова комітету, створеного для оцінки біотехнології, заявив про «серйозні сумніви» щодо безпеки продукту[22] (хоча ця заборона була визнана незаконною у 2011 році Судом Справедливости і французькою Державною Радою).[23] Міністерство сільського господарства Франції відновило заборону у 2012 році, але це було відхилено EFSA.[24]
- У 2009 році федеральний міністр Німеччини Ільза Айґнер оголосила про негайне припинення вирощування та продажу кукурудзи MON 810 відповідно до захисного положення.[25]
- У березні 2010 року Болгарія наклала повну заборону на вирощування генетично модифікованих культур як комерційне, так і для випробувань.[26] Кабінет міністрів Бойка Борисова спочатку ввів п'ятирічний мораторій, але пізніше продовжив його до постійної заборони після широких громадських протестів проти впровадження генетично модифікованих культур в державі.
- У січні 2013 року уряд Польщі заборонив ГМ-кукурудзу Monsanto MON 810. Він запустив комунікаційну кампанію з фермерами, оголосивши, що тепер вони будуть суворо контролювати ферми на наявність ГМ-кукурудзи. Польща є восьмим членом ЄС, який заборонив виробництво ГМО, хоча вони були схвалені Європейським органом з безпеки харчових продуктів. Європа офіційно не проти використання генетично модифікованих культур, коли справа доходить до лабораторних досліджень, і вони працюють над регулюванням цієї сфери.[27]

У 2012 році Група експертів з питань генетично модифікованих організмів (GMO) Європейського агентства з безпеки харчових продуктів (EFSA) випустила «Науковий висновок щодо оцінки безпеки рослин, вироблених шляхом цисгенезу та інтрагенезу» у відповідь на запит Європейської комісії. Думка полягала в тому, що хоча «частота ненавмисних змін може відрізнятися залежно від методів селекції, і їх виникнення неможливо передбачити та потребує оцінки в кожному конкретному випадку», «подібні небезпеки можуть бути пов'язані з цисгенними та традиційно виведеними рослинами, тоді як нові небезпеки можуть бути пов'язані з інтрагенними та трансгенними рослинами». Іншими словами, цисгенні підходи, які вводять гени того самого виду, слід вважати подібними за ризиком до звичайних підходів до селекції, тоді як трансгенні рослини можуть мати нові небезпеки.
У 2014 році група експертів, створена Дослідницькою радою з біотехнології та біологічних наук Сполученого Королівства, стверджувала, що «регуляторна система, заснована на характеристиках нової культури, незалежно від того, яким методом вона була отримана, забезпечить більш ефективне і надійне регулювання, ніж поточні процеси ЄС, які розглядають нові сорти сільськогосподарських культур по-різному залежно від методу, що використовується для їх виробництва». Вони зазначили, що нові форми «редагування геному» дозволяють цілеспрямовано впливати на конкретні ділянки та вносити точні зміни в ДНК сільськогосподарських культур. У майбутньому буде все важче, якщо не неможливо, визначити, який метод був використаний (звичайна селекція або генна інженерія) для створення нової культури. Вони запропонували замінити існуючу регуляторну систему ЄС на більш логічну систему, подібну до тієї, що використовується для нових лікарських засобів.
У 2015 році Німеччина, Польща, Франція, Шотландія та кілька інших держав-членів відмовилися від вирощування ГМО-культур на своїй території.
Опитування Євробарометра показало, що «рівень занепокоєння» генетично модифікованою їжею в Європі значно знизився з 69 % у 2010 році до 27 % у 2019 році.
Приблизно одна чверть (26 %) громадян ЄС вказує на наявність генетично модифікованих інгредієнтів у їжі чи напоях як проблему у 2022 році, тоді як лише менші частки (8 %) вказують на використання нових біотехнологій у виробництві харчових продуктів, тобто редагування геному.

### Маркування та відстеження
Правила щодо імпорту та продажу ГМО для споживання людиною та тваринами, вирощених за межами ЄС, передбачають надання свободи вибору фермерам та споживачам. Усі харчові продукти (в тому числі перероблені) або корми, які містять понад 0,9 % дозволених ГМО, повинні бути промарковані. У двох випадках ГМО, не схвалені Європейською Комісією, потрапляли до ЄС і були змушені повернутися до порту походження. Перший випадок стався у 2006 році, коли партія рису з Америки, що містила експериментальний сорт ГМО (LLRice601), не призначений для комерціалізації, прибула до Роттердаму. Другий випадок стався у 2009 році, коли у вантажі «не-ГМ» соєвого борошна було виявлено сліди ГМО кукурудзи, дозволеної в США.
Співіснування ГМ- і не-ГМ-культур викликало значне занепокоєння в багатьох європейських країнах, тому законодавство ЄС також вимагає, щоб усі ГМ-харчові продукти можна було простежити до їх походження, і щоб уся харчовина з вмістом ГМ понад 0,9 % були марковані через високий попит європейських споживачів на свободу вибору між ГМ- і не-ГМ-харчові продукти. Правила ЄС вимагають вжиття заходів для уникнення змішування харчових продуктів та кормів, вироблених з ГМ-культур, зі звичайними або органічними культурами, що може бути зроблено за допомогою ізоляційних відстаней або стратегій біологічного стримування (на відміну від США, європейські країни вимагають маркування ГМ-харчових продуктів.) Європейські дослідницькі програми, такі як Co-Extra, Transcontainer та SIGMEA, досліджують відповідні інструменти та правила для простежуваності. ОЕСР запровадила «унікальний ідентифікатор», який надається будь-якому ГМО при його схваленні, і який повинен передаватися на кожному етапі переробки. Такі заходи, як правило, не використовуються в Північній Америці, оскільки вони дуже дорогі, а промисловість не визнає жодних причин, пов'язаних з безпекою, для їх застосування. Європейська Комісія видала рекомендації, які дозволяють співіснування ГМ- і не-ГМ-культур через буферні зони (де не вирощуються ГМ-культури). Вони регулюються окремими країнами й варіюються від 15 метрів у Швеції до 800 метрів у Люксембурзі. Уся харчовина (в тому числі перероблена) або корми, які містять понад 0,9 % дозволених ГМО, повинні бути марковані.

### Область застосування
У своїх нормативних актах Європейський Союз розглядає генетично модифіковані організми лише як їжу та корм для будь-яких цілей і практичних цілей, на відміну від визначення генетично модифікованих організмів, яке охоплює тварин.

### Принципи
ЄС використовує принцип запобіжних заходів, вимагаючи передпродажного дозволу на надходження будь-якого ГМО на ринок і моніторингу навколишнього середовища після продажу. Європейське агентство з безпеки харчових продуктів (EFSA) і країни-члени розробляють оцінку ризику. Ця оцінка повинна показати, що харчові продукти або корми є безпечними для здоров'я людей і тварин і навколишнього середовища «за передбачених умов використання».
З 2010 року ЄС розглядає всі генетично модифіковані культури (ГМО-культури), а також опромінену їжу як «нові харчові продукти». Вони підлягають ретельній, індивідуальній, науково обґрунтованій оцінці Європейським агентством з безпеки харчових продуктів (EFSA). Це агентство звітує перед Європейською Комісією, яка потім готує пропозиції щодо надання або відмови у наданні дозволу. Кожна пропозиція подається до «Секції з питань ГМ-продуктів харчування та кормів Постійного комітету з питань харчового ланцюга та здоров'я тварин». Якщо пропозиція прийнята, вона або затверджується Європейською Комісією, або передається на розгляд Ради міністрів сільського господарства. Рада має три місяці, щоб досягти кваліфікованої більшості голосів «за» або «проти» пропозиції. Якщо більшість не буде досягнута, пропозиція повертається до ЄК, яка приймає її.
EFSA використовує незалежні наукові дослідження, щоб порадити Європейській Комісії щодо того, як регулювати різні харчові продукти з метою захисту споживачів і навколишнього середовища. Для ГМО оцінка ризику EFSA включає молекулярну характеристику, потенційну токсичність і потенційний вплив на навколишнє середовище. Кожні 10 років необхідно переоцінювати кожен ГМО. Крім того, заявники, які бажають вирощувати або переробляти ГМО, повинні надати детальний план спостереження після отримання дозволу. Це гарантує, що EFSA буде знати, якщо ризик для споживачів або навколишнього середовища зростає, і що вони можуть діяти, щоб знизити ризик або скасувати дозвіл на ГМО.
Станом на вересень 2014 було дозволено 49 ГМО-культур, включаючи вісім ГМ-культур бавовни, 28 — кукурудзи, три — ріпаку, сім — сої, одна — цукрового буряку, одна — бактеріальна та одна дріжджова біомаса.
Держави-члени ЄС можуть застосувати захисне застереження, щоб тимчасово обмежити або заборонити використання та/або продаж ГМО-культур на своїй території, якщо вони мають обґрунтовані підстави вважати, що схвалена ГМО-культура може становити ризик для здоров'я людини або навколишнього середовища. Європейська Комісія зобов'язана провести розслідування і або скасувати первинну реєстрацію, або попросити країну зняти тимчасове обмеження. До 2012 року сім країн подали захисні застереження. ЄК провела розслідування і відхилила заявки шести країн («…наявні на цей час наукові докази не скасовують початкові оцінки ризику для продуктів, про які йдеться…»), а одна країна, Великобританія, відкликала свою заявку.

### Правила імпорту
Генеральний директорат ЄС з питань сільського господарства та розвитку сільських територій заявляє, що правила імпорту та продажу ГМО для споживання людьми та тваринами, вирощених за межами ЄС, забезпечують свободу вибору для фермерів та споживачів. Усі харчові продукти (в тому числі перероблені) або корми, які містять понад 0,9 % дозволених ГМО, повинні бути марковані. Станом на 2010 рік ГМО, не схвалені Європейською Комісією, були виявлені двічі й повернуті в порт походження: Вперше у 2006 році, коли партія рису з США, що містила експериментальний сорт ГМО (LLRice601), не призначений для комерціалізації, прибула в Роттердам, вдруге у 2009 році, коли сліди ГМО кукурудзи, схваленої в США, були виявлені у вантажі соєвого борошна, що не містило ГМО. У 2012 році ЄС імпортував близько 30 млн тонн ГМ-культур, призначених для споживання тваринам.

## Запровадження ГМО-культур
Станом на  2014 Іспанія була найбільшим виробником ГМ-культур в Європі: 137 000 гектарів (340 000 акрів) ГМ-кукурудзи було засіяно у 2013 році, що становило 20 % виробництва кукурудзи в Іспанії.
Менші обсяги були вирощені в Чехії, Словаччині, Португалії, Румунії та Польщі. Франція та Німеччина є головними противниками генетично модифікованої їжі в Європі, хоча Німеччина дозволила амфлору — картоплю, модифіковану з високим вмістом крохмалю, для промислових цілей. Окрім Франції та Німеччини, іншими європейськими країнами, які ввели заборону на вирощування та продаж ГМО, є Австрія, Угорщина, Греція та Люксембург. Польща також намагалася запровадити заборону, але Європейська комісія відреагувала. Болгарія фактично заборонила вирощування генетично модифікованих організмів 18 березня 2010 року.
У 2010 році Австрія, Болгарія, Кіпр, Угорщина, Ірландія, Латвія, Литва, Мальта, Словенія та Нідерланди написали спільний документ із вимогою, щоб окремі країни мали право вирішувати, чи вирощувати ГМ-культури. До 2010 року єдиною продовольчою культурою з ГМО, яка була дозволена для вирощування в Європі, був MON 810, Bt-експресивна кукурудза, що надає стійкість до європейської кукурудзяної молі.

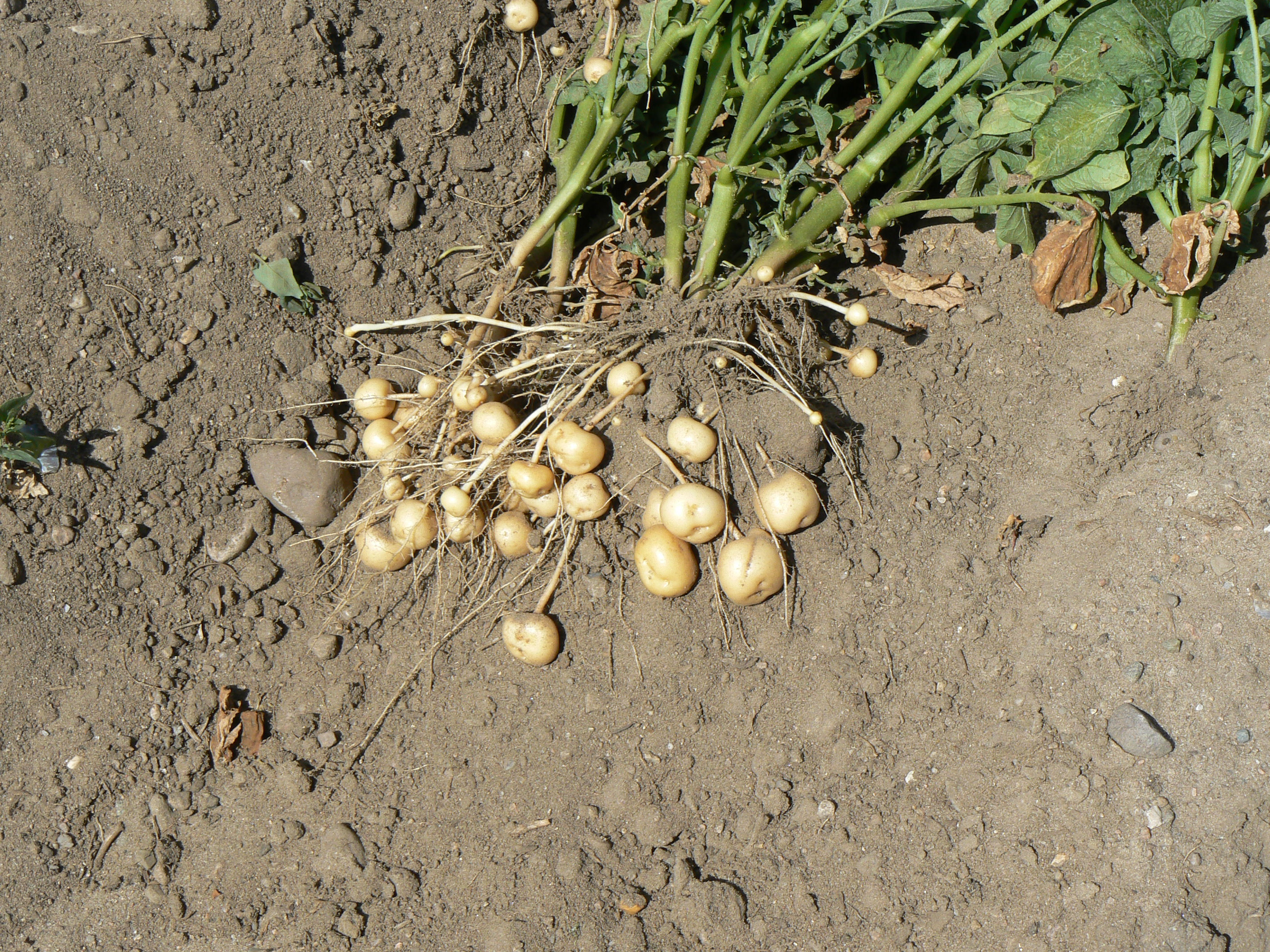
Картопляне поле в Цепков, Німеччина

У березні 2010 року Європейська комісія схвалила другий ГМО, картоплю під назвою амфлору була вилучена з ринку ЄС у 2012 році, а у 2013 році її схвалення було анульовано судом ЄС.
Побоюючись, що між спорідненими культурами може відбуватися потік генів, у 2010 році Європейська Комісія випустила нові рекомендації щодо співіснування ГМ-культур і культур, які не є ГМ.
Спільне існування регулюється використанням буферних зон та ізоляційних відстаней між ГМ-культурами та не-ГМ-культурами. Рекомендації не є обов'язковими, і кожна держава-член може впроваджувати власні правила, що призвело до створення буферних зон від 15 метрів (Швеція) до 800 метрів (Люксембург). Держави-члени також можуть визначати зони, вільні від ГМ, фактично дозволяючи їм забороняти вирощування ГМ-культур на своїй території без застосування захисного положення.

## Впровадження в інших країнах Європи

### Північна Ірландія
У вересні 2015 року Північна Ірландія оголосила про заборону генетично модифікованих культур.

### Швейцарія
У 1992 році Швейцарія проголосувала за введення статті про допоміжні репродуктивні технології та генну інженерію до Федеральної конституції Швейцарії. У 1995 році Швейцарія запровадила правила, що вимагають маркування харчових продуктів, що містять генетично модифіковані організми. Вона була однією з перших країн, яка запровадила вимоги до маркування ГМО. У 2003 році Федеральні збори прийняли «Федеральний закон про генні технології, не пов'язані з людиною».
Федеральна народна ініціатива щодо запровадження мораторію на використання генетично модифікованих організмів у сільському господарстві Швейцарії діяла з 2005 по 2010 рр.. Пізніше парламент Швейцарії продовжив цей мораторій до 2013 року. У період з 2007 по 2011 рік уряд Швейцарії профінансував тридцять проєктів з дослідження ризиків і переваг ГМО. Ці проєкти дійшли висновку, що не існує явної небезпеки для здоров'я чи навколишнього середовища, пов'язаної з посадкою ГМО. Однак вони також прийшли до висновку, що у Швейцарії у фермерів мало економічних стимулів використовувати ГМО. Потім парламент Швейцарії продовжив мораторій до 2017 року, а потім до 2021 року.
Станом на 2016 рік шість кантонів (Берн, Фрібур, Женева, Юра, Тічино та Во) запровадили закони проти генетично модифікованих організмів у сільському господарстві. Понад сто комун оголосили себе вільними від генетично модифікованих організмів. Кантони Швейцарії проводять тести на наявність генетично модифікованих організмів у харчових продуктах. У 2008 році 3 % досліджених зразків містили кількість ГМО, яку можна виявити. У 2012 році 12,1 % проаналізованих зразків містили виявлені кількості ГМО (включаючи 2,4 % ГМО, заборонених у Швейцарії). Усі перевірені зразки (крім одного) містили менше ніж 0,9 % ГМО, що є порогом, який накладає маркування про наявність ГМО в харчових продуктах.

### Шотландія
У серпні 2015 року уряд Шотландії оголосив, що «найближчим часом подасть запит про виключення Шотландії з будь-яких європейських дозволів на вирощування ГМ-культур, включаючи вже схвалений сорт генетично модифікованої кукурудзи та шість інших ГМ-культур, які очікують на дозвіл».